# Yvonne Georgi

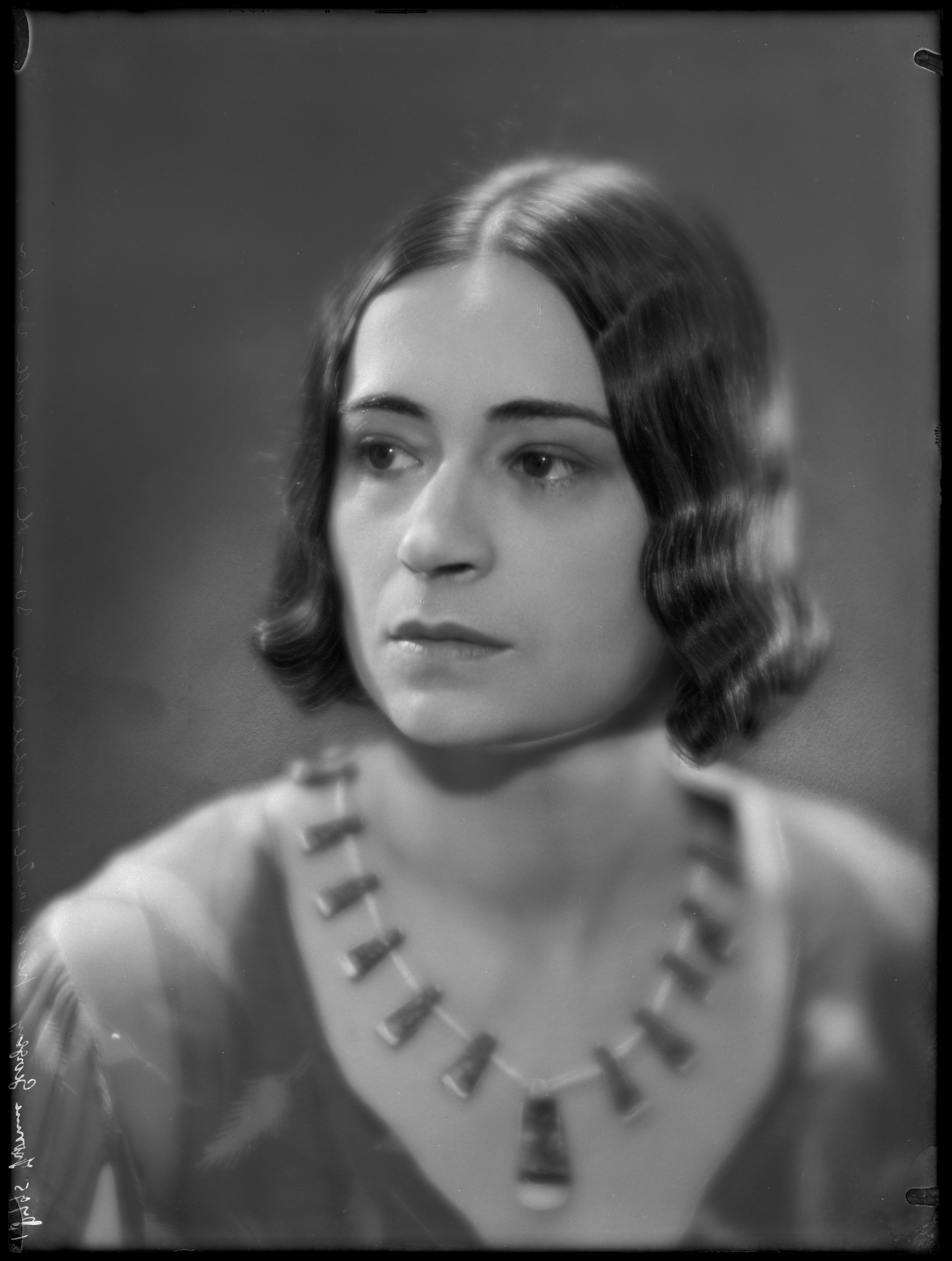
Yvonne Georgi (1938)

Yvonne Georgi (Leipzig, 29 de outubro de 1903 – Hannover, 25 de janeiro de 1975) foi uma bailarina e coreógrafa alemã. Era conhecida por seus talentos cômicos e sua extraordinária capacidade de salto. Em seus papéis como bailarina e coreógrafa, foi uma figura influente na dança durante décadas.
Juntamente com Gret Palucca e Hanya Holm, era uma das melhores alunas de Mary Wigman e Robert Gergi. Durante a década de 1920, Georgi e e Harald Kreutzberg fizeram uma tour exitosa pelos Estados Unidos. Ela também trabalhou em Amsterdam e Hannover.